# Ахмад Автуринский
Ахмад Автуринский (чечен. Эвтархойн Ахьмад; 1824 год, Автуры, Чечня — 1852 года, крепость Грозная, Чечня) — чеченский полководец XIX века, активный участник Большой Кавказской войны (1817—1864), считался одним самых влиятельных и храбрых наибов Северо-Кавказского имамата, приближенный имама Шамиля, наиб округа Шали и Большая Чечня.

## Биография
Родился в 1824 году в селение Автуры, в семье Мохаммеда, представитель тайпа гуной. Уже в юном возрасте Ахмад выделялся среди сверстников удалью, искусством наездничества, щедростью, благородством. Начиная с 1840 года, когда Чечня была охвачена всеобщим восстанием против царских колонизаторов, Ахмад стал одним из отважных наибов известного мудира Шуаиба-муллы, знаменосцем его победоносного войска.
Ахмад участвовал в разгроме царских войск под командованием генерал-лейтенанта П. Х. Граббе в 1842 году, особо отличился в 1845 году при преследовании царских войск под командованием наместника графа М. С. Воронцова начиная от столицы Имамата до царской крепости у Герзель аула.
В 1847 году командир сотни Ахмад был назначен наибом округа Шали Большой Чечни вместо известного Талгика, которого Шамиль освободил за недостатки в работе. В то время Ахмаду было 22 года, но он был уже опытный и храбрый командир, предводитель автуринцев, слава о его подвигах была известна и Шамилю. Шамиль издавна относился к Ахмаду с симпатией. Во время своего пребывания в Большой Чечне Шамиль всегда останавливался у наиба Ахмада Автуринского и в самом ауле Автуры принимал посетителей. Шамиль любил его как сына за храбрость и прямоту, доброту и честность. Будучи наибом Ахмад заботился о мухаджирах-кабардинцах, стал близким другом мудира Мухаммад-Мирзы Анзорова. Ахмад был добрым человеком, защищал простых людей, отказался казнить семерых осужденных шариатским судом горцев за совершенные преступления и добровольно отказался от должности наиба в 1849 году. Талгик, назначенный наибом вместо Ахмада, привел в исполнение приговор в отношении осужденных. Ахмад продолжал верно служить своему народу, поддерживал связь с Шамилем. В сентябре 1852 года, попав в засаду, устроенную царским шпионом Мустапой Махомедом — его земляком — под крепостью Грозная, Ахмад был тяжело ранен и в тот же день умер.
«Ахмад Автуринский», чеченская народная героическая песня илли, воспевающая дружбу Ахмада с терским казаком:
Чем мы биться будем, среди гор отвесных?
Шашками вернее нам рубиться будет,
Шашка не обманет, коль рука не дрогнет — Ахмад Автуринский.

## В культуре
В чеченском народном фольклоре существует несколько песен о мужестве, храбрости, отваге и доброте, о его любви к гребенской казачке из Кизляра, которая потом стала его женой. Эти народные песни пели чеченцы в XIX, XX веках и поют сегодня.